# Cumaru (Pernambuco)

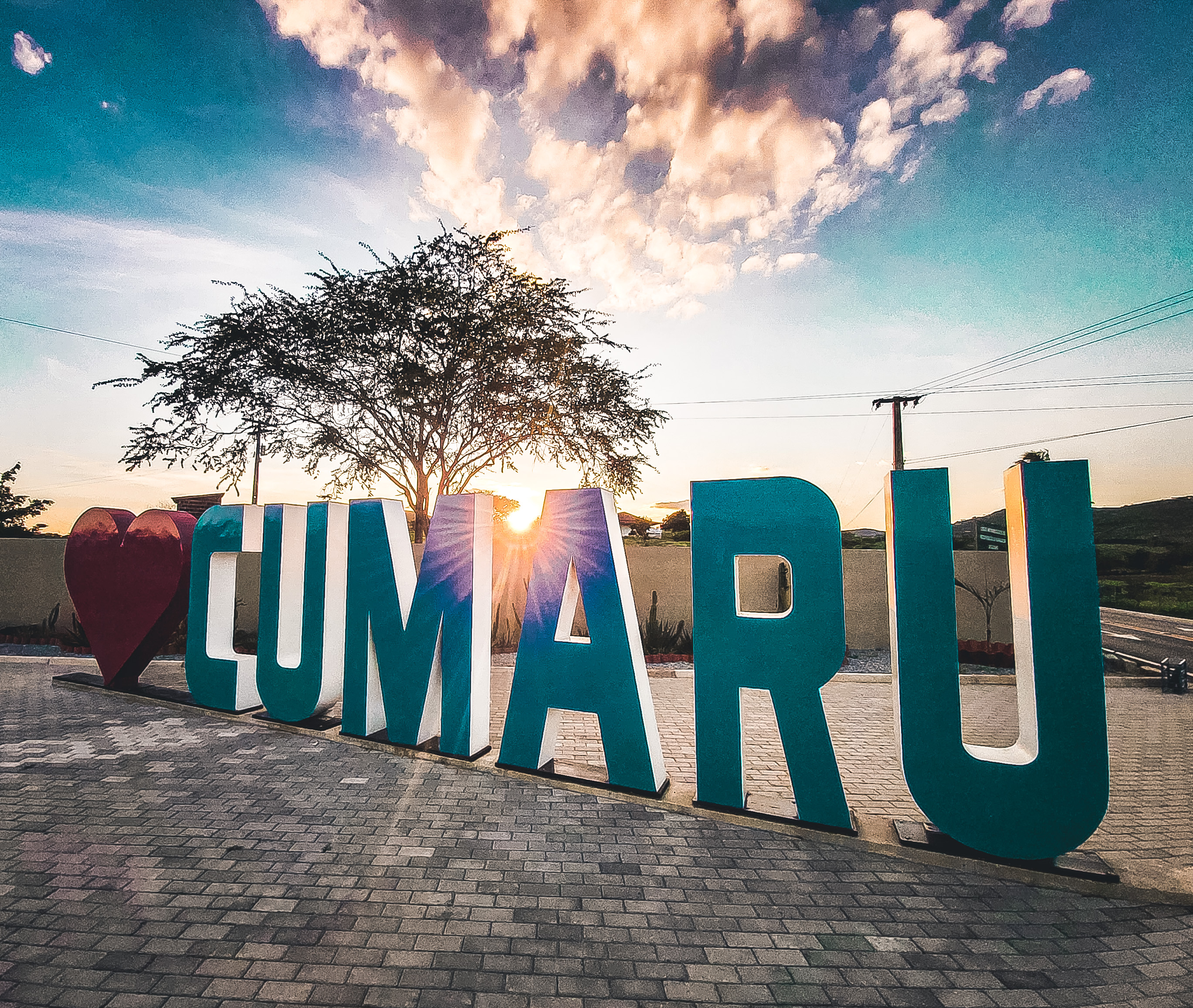
Placa do trevo de Cumaru

Prefeitura Municipal de Cumaru

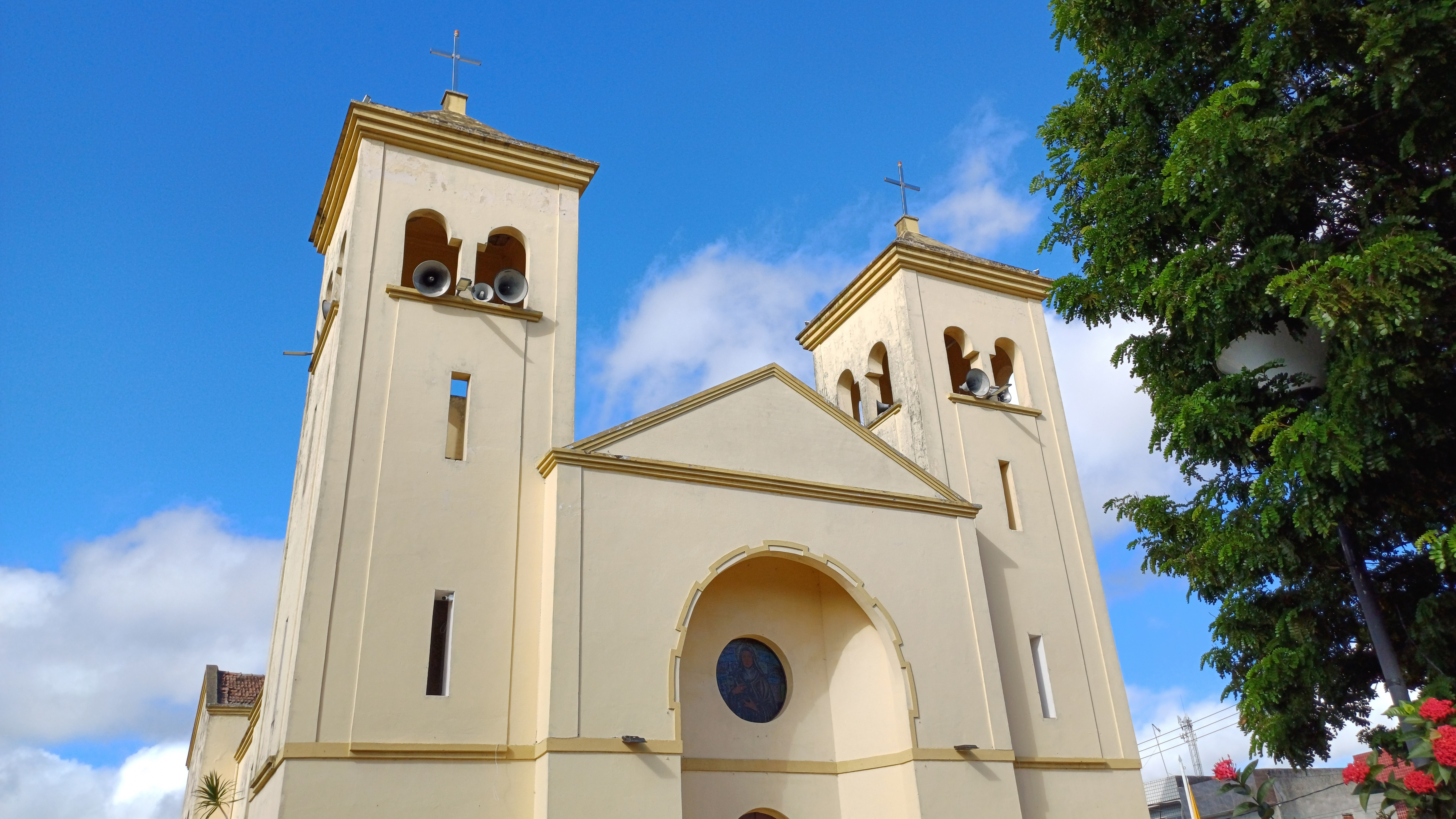
Igreja Matriz Santa Teresinha

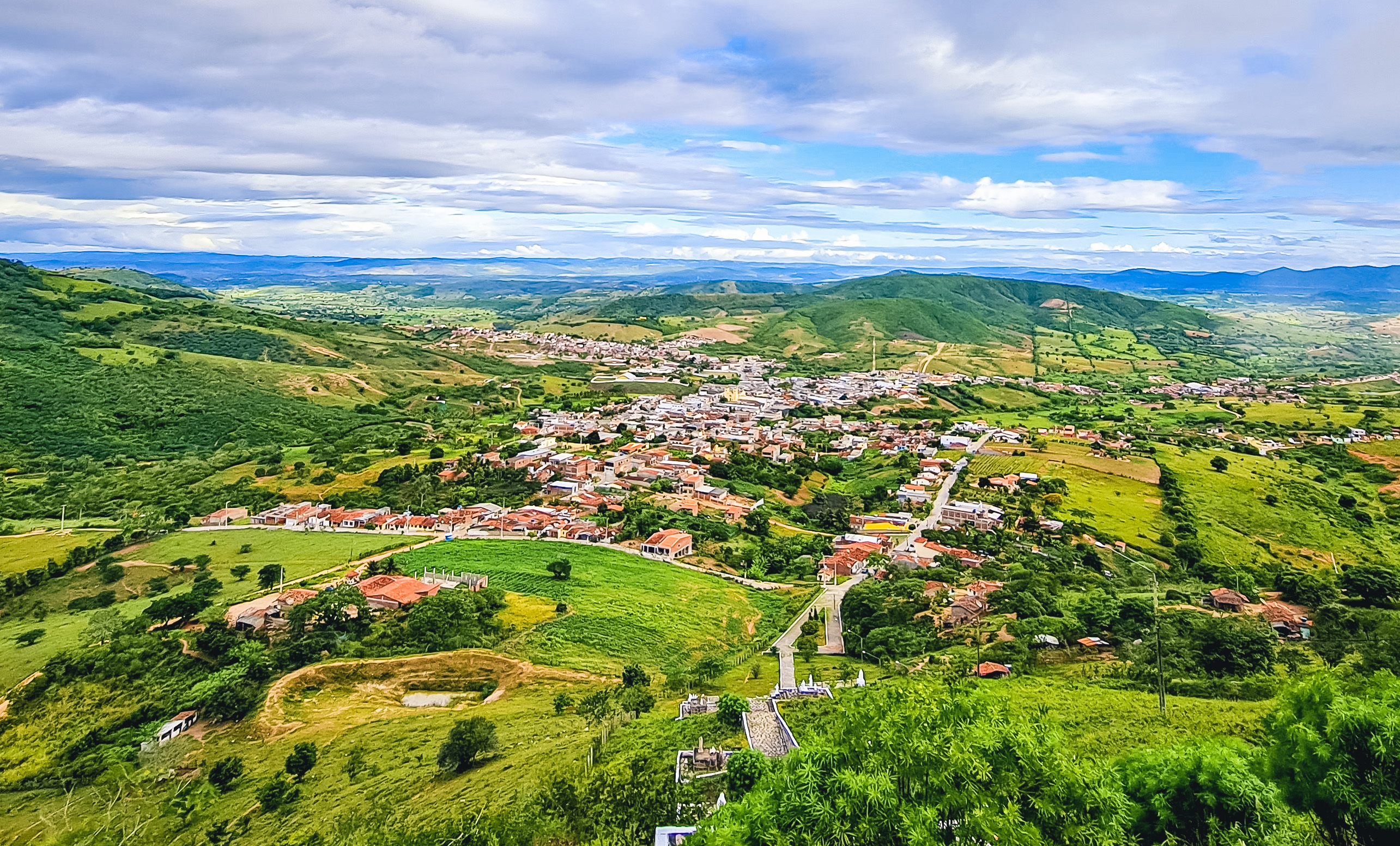
Foto da Cidade

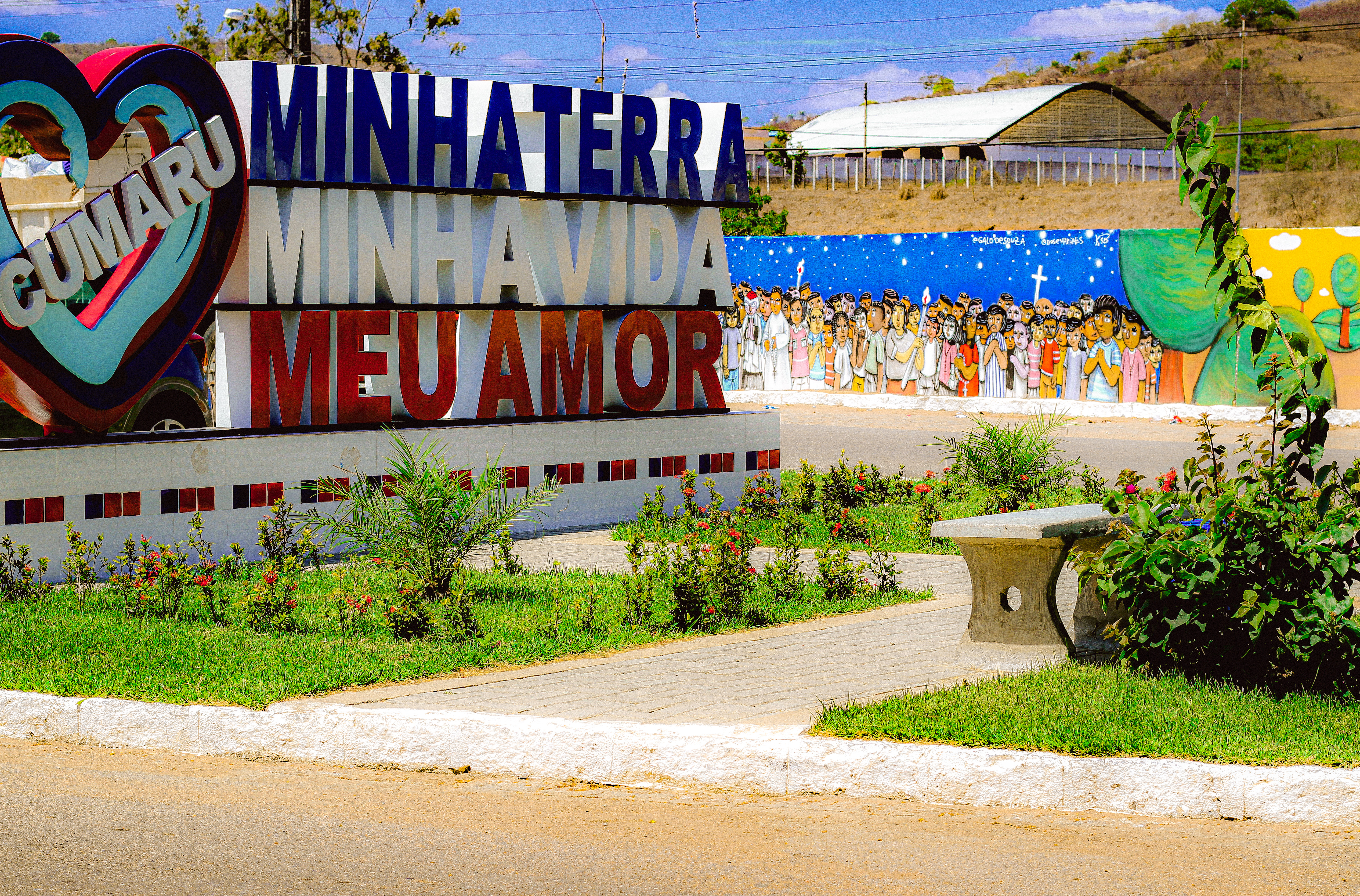
"Cumaru, Minha Terra, Minha Vida, Meu Amor”

Mercado Público de Cumaru

Câmara Municipal de Cumaru, órgão legislativo da cidade.

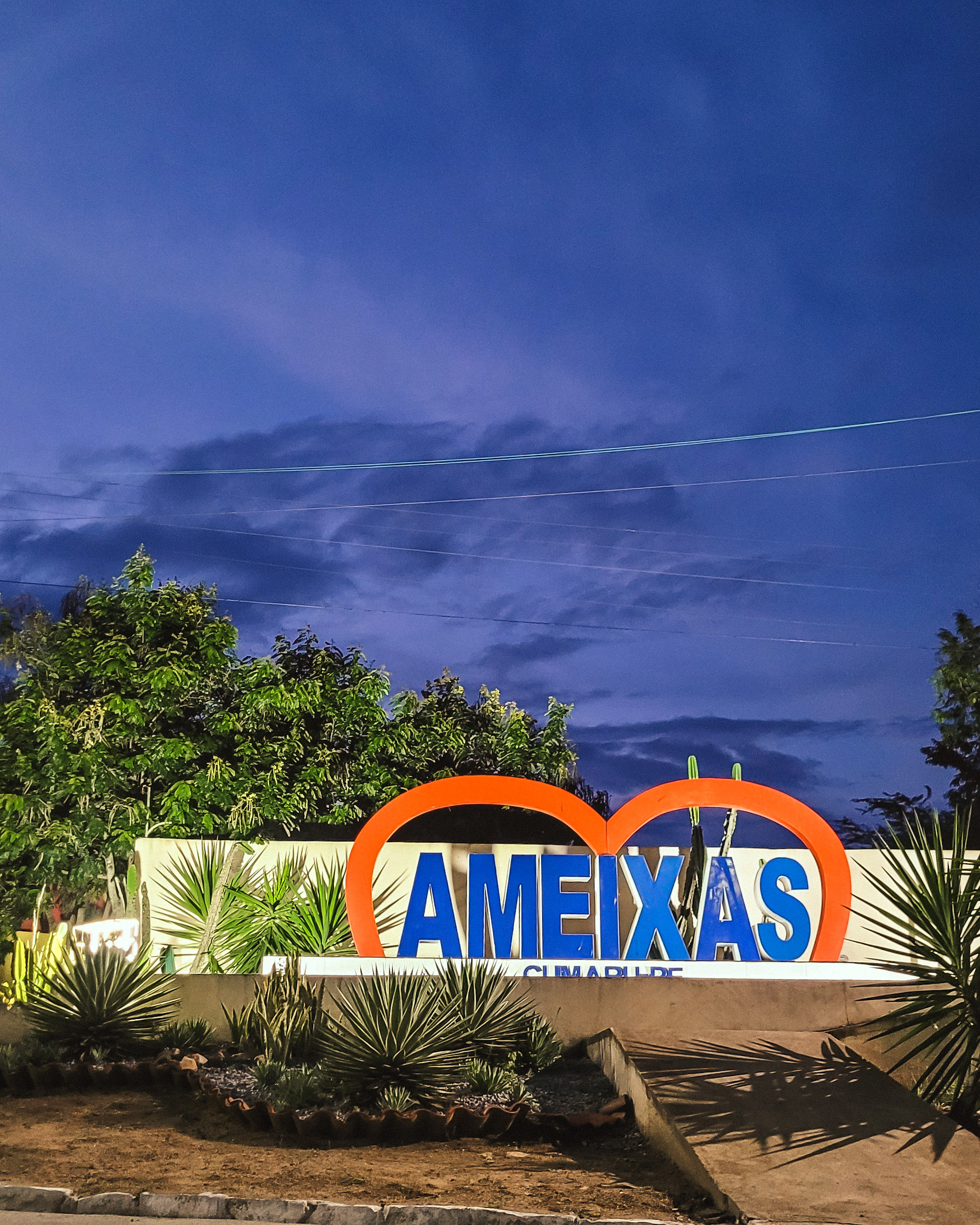
Entrada do distrito de Ameixas

Logo Prefeitura de Cumaru 2025

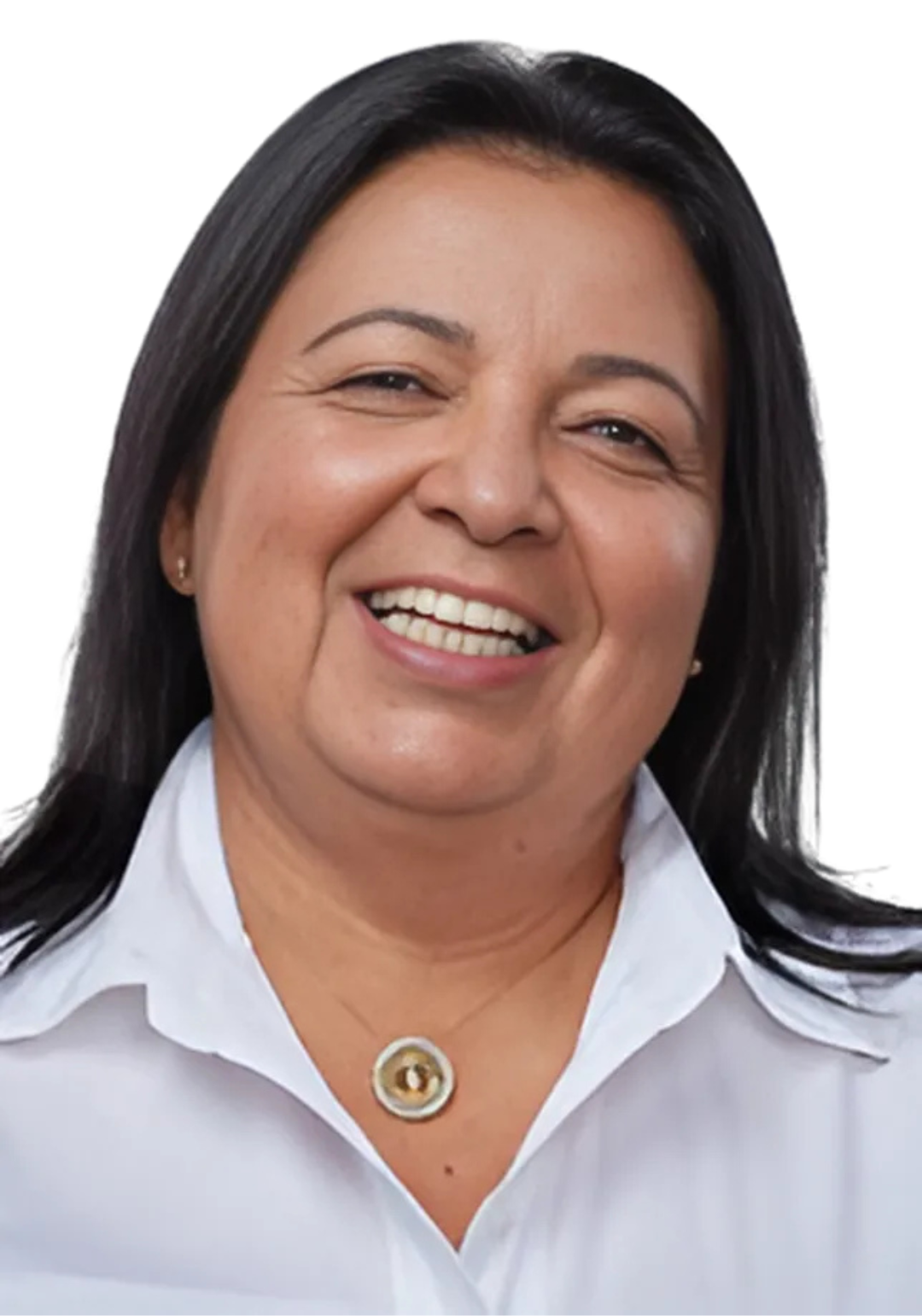
Maria Zeneide Medeiros da Costa (Prefeita do Municipio de Cumaru, Eleita, 2025)

Cumaru é um município brasileiro do estado de Pernambuco.

## História
O nome do município tem origem na árvore Cumaru. O município foi emancipado por meio da Lei Estadual n.º 4.986, de 20 de dezembro de 1963 (data em que se comemora seu aniversário), sendo oficialmente instalado em 28 de junho de 1964. Sua denominação anterior era Malhadinha.
Localizado à margem ocidental do Rio Capibaribe, o distrito (à época ainda não emancipado) já contava, em 1908, segundo dados históricos, com 60 casas. Cumaru, anteriormente conhecido como Malhadinha, segundo o Padre Montoya, significava “alimento indigesto”. Estudos relacionados aos aspectos físicos da região indicam que o clima do município é semiárido.
O distrito foi criado com a denominação de Malhadinha pela Lei Municipal n.º 2, de 19 de dezembro de 1892, subordinado ao município de Limoeiro. Na divisão administrativa referente ao ano de 1911, o distrito de Malhadinha aparece vinculado ao município de Limoeiro, situação que se manteve nas divisões territoriais datadas de 31 de dezembro de 1936 e 31 de dezembro de 1937.
Pelo Decreto-Lei Estadual n.º 235, de 9 de dezembro de 1938, o distrito de Malhadinha passou a denominar-se Cumarú. No quadro fixado para vigorar no período de 1945 a 1948, o distrito de Cumarú ainda figurava como parte do município de Limoeiro.
Essa situação permaneceu até a divisão territorial datada de 1º de junho de 1960. O distrito foi elevado à categoria de município com a denominação de Cumaru pela Lei Estadual n.º 4.986, de 20 de dezembro de 1963., sendo desmembrado de Limoeiro e tendo como sede o antigo distrito de Cumarú. Pela Lei Estadual n.º 421, de 31 de dezembro de 1948, a grafia do nome “Cumarú” foi alterada para “Cumaru”.
O município passou a ser constituído por dois distritos: Cumaru e Ameixas, sendo oficialmente instalado em 28 de junho de 1964. Essa configuração permaneceu na divisão territorial datada de 2005.

## Galeria de Prefeitos
Atualmente, o Município de Cumaru, em Pernambuco, é administrado pela prefeita Maria Zeneide Medeiros da Costa, eleita pelo Partido Socialista Brasileiro (PSB).
Consulte a Galeria de Prefeitos do município de Cumaru, que reúne todos os chefes do Poder Executivo municipal desde a sua emancipação política.

## Geografia
Localiza-se a uma latitude 08° 00′ 22″ sul e a uma longitude 35° 41′ 50″ oeste, estando a uma altitude de 443 metros. Sua população, segundo o último censo do IBGE (2022), era de 15.920 habitantes. Em 2024, a estimativa de habitantes segundo o IBGE é de 16,252 habitantes.

### Limites
- norte: Surubim e Salgadinho.
- sul: Bezerros
- oeste: Riacho das Almas
- leste: Passira

### Hidrografia
O município está inserido na bacia do Rio Capibaribe.
Cumaru está inserido na Bacia Hidrográfica do Rio Capibaribe e tem como principais tributários o Rio Capibaribe e os riachos da Onça, Salgado, do Umari e Caçatuba, todos de regime intermitente. Conta ainda com a Barragem de Jucazinho (327.035.818 m³).

### Clima
O município está incluído na área geográfica de abrangência do semiárido brasileiro, definida pelo Ministério da Integração Nacional em 2005. Esta delimitação tem como critérios o índice pluviométrico inferior a 800 mm, o índice de aridez até 0,5 e o risco de seca maior que 60%.

### Divisão distrital e povoados
- Distrito-sede (Cumaru)
- Ameixas
- Água Doce de Baixo, Água Doce de Cima, Água Salgada, Areias, Cabaças, Cajá, Cajueiro, Camarada, Campo de Buraco, Campos Novos, Campos Velhos, Chã de Farias, Chã de Trinta, Dendê, Gavião de Cima, Gavião de Baixo, Gameleira, Goiabas, Gruta da Onça, Jucá, Jurema, Lagoa da Chã, Lagoa da Vaca, Lagoa de Aninha, Logradouro, Malhadinha, Pangauá, Pau d’Arco, Pedra Branca, Pilões, Poço de Pedra, Poços, Queimadas, Riacho de Pedra de Baixo, Riacho de Pedra de Cima, Riacho do Boi, Riacho do Poço, Rodrigues, Serafim, Serra da Banana, Serra da Batata, Taquari de Poços, Tábuas e Umari.

### Relevo
O município está inserido na região das Serras Baixas e do Maciço.

### Vegetação
A vegetação é composta por caatinga hiperxerófila e Mata Atlântica.

## Economia
De acordo com dados do IPEA do ano de 1996, o PIB era estimado em R$ 14,59 milhões, sendo que 41,0% correspondia às atividades baseadas na agricultura e na pecuária, 0,2% à indústria e 58,8% ao setor de serviços. O PIB per capita era de R$ 664,28.
Em, 2023, conforme atualizações do IBGE, o PIB evoluiu para R$ 81.507.601,88 milhões e o PIB per capita para R$ 11.508,33.
O município se destaca pela produção de jabuticaba durante o período das chuvas.

## Informações Complementares
Informações complementares com representações visuais para dados — gráficos e mapas — relacionados ao saneamento básico do Município de Cumaru, Pernambuco, Brasil, disponível em: https://infosanbas.org.br/municipio/cumaru-pe/

## Transporte interurbano
Cumaru conta com um terminal rodoviário da empresa de ônibus Borborema; transportando passageiros diariamente, ligando a cidade a Recife e a Caruaru. E com transporte alternativo (TOYOTA)/(VANS) direcionando as demais localidades adjacentes e cidades vizinhas.